# Cantone di Sens-Ovest
Il Cantone di Sens-Ovest era una divisione amministrativa dell'arrondissement di Sens.
È stato soppresso a seguito della riforma complessiva dei cantoni del 2014, che è entrata in vigore con le elezioni dipartimentali del 2015.
Comprendeva parte della città di Sens e i comuni di:
- Collemiers
- Cornant
- Courtois-sur-Yonne
- Égriselles-le-Bocage
- Étigny
- Gron
- Marsangy
- Nailly
- Paron
- Saint-Denis-lès-Sens
- Saint-Martin-du-Tertre
- Subligny